# Shanel Smid
Shanel Smid (Zeewolde 30 oktober 1999) is een Nederlands voetbalster die uitkwam voor PEC Zwolle.

## Carrière
Op 1 september 2017 debuteerde ze in de hoofdmacht van PEC Zwolle in de wedstrijd tegen FC Twente.

### Carrièrestatistieken
| Seizoen         | Club            | Land            | Competitie      | Competitie | Competitie | Beker | Beker | Internationaal | Internationaal | Overig | Overig | Totaal | Totaal |
| Seizoen         | Club            | Land            | Competitie      | Wed.       | Dlp.       | Wed.  | Dlp.  | Wed.           | Dlp.           | Wed.   | Dlp.   | Wed.   | Dlp.   |
| --------------- | --------------- | --------------- | --------------- | ---------- | ---------- | ----- | ----- | -------------- | -------------- | ------ | ------ | ------ | ------ |
| 2017/18         | PEC Zwolle      | Nederland       | Eredivisie      | 24         | 1          | 1     | 0     | –              | –              | –      | –      | 25     | 1      |
| 2018/19         | PEC Zwolle      | Nederland       | Eredivisie      | 20         | 0          | 4     | 0     | –              | –              | –      | –      | 24     | 0      |
| 2019/20         | PEC Zwolle      | Nederland       | Eredivisie      | 6          | 0          | 1     | 0     | –              | –              | 5      | 0      | 12     | 0      |
| 2020/21         | PEC Zwolle      | Nederland       | Eredivisie      | 12         | 0          | 0     | 0     | –              | –              | 1      | 0      | 13     | 0      |
| Carrière totaal | Carrière totaal | Carrière totaal | Carrière totaal | 63         | 1          | 6     | 0     | 0              | 0              | 6      | 0      | 72     | 1      |